# 恋ちりめん
『恋ちりめん』（こいちりめん）は、1973年7月3日から同年9月25日まで日本テレビ系列の『火曜劇場』で放送されたテレビドラマ。

## 概要
京都府丹後に生まれ育った佐和は、地元・丹後で手織りのちりめんを織っていた娘。母は男と駆け落ち、父は病死して途方に暮れている薄幸な女だが、世間知らずで純粋なところがある。ある日、東京からちりめんの買い付けに来ていた呉服商「筒井」の番頭・重吉に世話される形で京都・西陣の「久富」に住み込みで働くことになった。またある日、重吉に案内されて久富を訪れた筒井の長男・宗一は、そこで佐和に一目惚れする。そこから、六人の男たちを巡る中でひた向きに生きる佐和の半生が描かれていった。
『火曜劇場』が火曜21:30 - 22:25（JST）で放送されるのは、本作が最後で、次作『人妻だから』（原作：梶山季之、主演：山本陽子）からは30分繰り下がって、火曜22:00 - 22:55（→22:54）で放送される。

## 出演
- 佐和：三田佳子
- 「筒井」番頭・重吉：田村高廣
- 筒井宗一：津川雅彦
- 筒井宗右衛門（舅）：美川陽一郎
- 筒井常男：堀内正美
- 筒井常代（姑）：赤木春恵
- 筒井洋二：井上孝雄
- 泉則之：中山仁
- 大林徳治：戸浦六宏 - 佐和の義父
- 志村：山本學
- 喜八：益田喜頓
- 澄子：横山道代
- 久美：真山京子
- うめ：武智豊子
- 志村知：岡浩也（幼少期）→ 小林文彦（青年期）- 志村の息子
- 河辺：金田龍之介 - 美術評論家
- 河辺竜彦：原田大二郎 - 河辺の息子
- 芸者・君夕：青柳三枝子
- 薫：植木まり子 - 常男の恋人
- 松代：東恵美子 - 佐和の母
- 歌子：村地弘美 - 佐和の娘
- 二代目中村吉右衛門
- ほか

## スタッフ
- 脚本：岩間芳樹
- 演出：高井牧人
- プロデューサー：山本時雄、駒井憲二
- 制作：国際放映、NTV